# František Pechar
František Pechar est un patineur artistique tchécoslovaque des années 1970. Il est triple vice-champion de Tchécoslovaquie en 1974, 1975 et 1977.

## Biographie

### Carrière sportive
František Pechar est triple vice-champion de Tchécoslovaquie, derrière Zdeněk Pazdírek en 1974 et 1975, et derrière Miroslav Šoška en 1977. 
Il représente son pays à deux championnats d'Europe (1973 à Cologne et 1974 à Zagreb) et un mondial (1975 à Colorado Springs). Il ne participe jamais aux Jeux olympiques d'hiver.
Il arrête sa carrière sportive après les championnats nationaux de 1977.

### Reconversion
František Pechar devient entraineur de patinage artistique. Il entraîne notamment le médaillé de bronze olympique de 1992 Petr Barna.
Il commente également sur Eurosport.

## Palmarès
| Compétitions                    | 1970 | 1971 | 1972 | 1973 | 1974 | 1975 | 1976 | 1977 |  |  |  |  |  |  |
| Jeux olympiques d'hiver         |      |      |      |      |      |      |      |      |  |  |  |  |  |  |
| Championnats du monde           |      |      |      |      |      | 17e  |      |      |  |  |  |  |  |  |
| Championnats d’Europe           |      |      |      | 11e  | 10e  |      |      |      |  |  |  |  |  |  |
| Championnats de Tchécoslovaquie | 3e   |      | 4e   | 3e   | 2e   | 2e   |      | 2e   |  |  |  |  |  |  |
|                                 |      |      |      |      |      |      |      |      |  |  |  |  |  |  |